# Sahunivka, raionul Cerkasî, regiunea Cerkasî
Sahunivka (în ucraineană Сагунівка) este o comună în raionul Cerkasî, regiunea Cerkasî, Ucraina, formată numai din satul de reședință.

## Demografie
Componența lingvistică a comunei Sahunivka
     Ucraineană (98,2%)
     Rusă (1,56%)
     Alte limbi (0,18%)
Conform recensământului din 2001, majoritatea populației comunei Sahunivka era vorbitoare de ucraineană (98,2%), existând în minoritate și vorbitori de rusă (1,56%).

## Legături externe
- pl Łomowate în Dicționarul geografic al Regatului Poloniei și al altor țări slave, volum V (Kutowa Wola — Malczyce) anul 1884

- pl Łomowate în Dicționarul geografic al Regatului Poloniei și al altor țări slave, volum XV, p. 2 (Januszpol — Wola Justowska)1902